# Benjamin Franklin

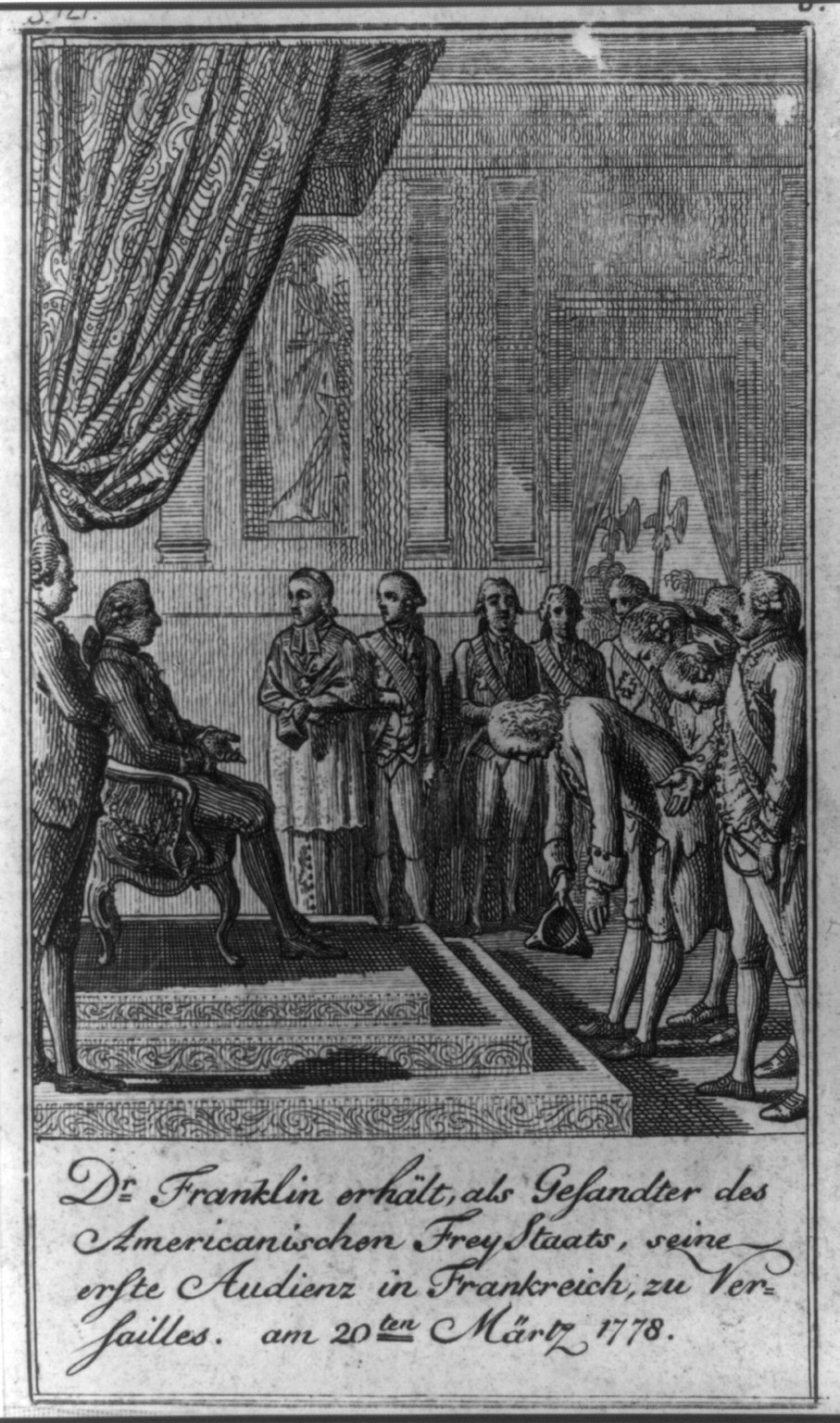
Benjamin Franklin jako poseł USA na audiencji w Wersalu 20 marca 1778

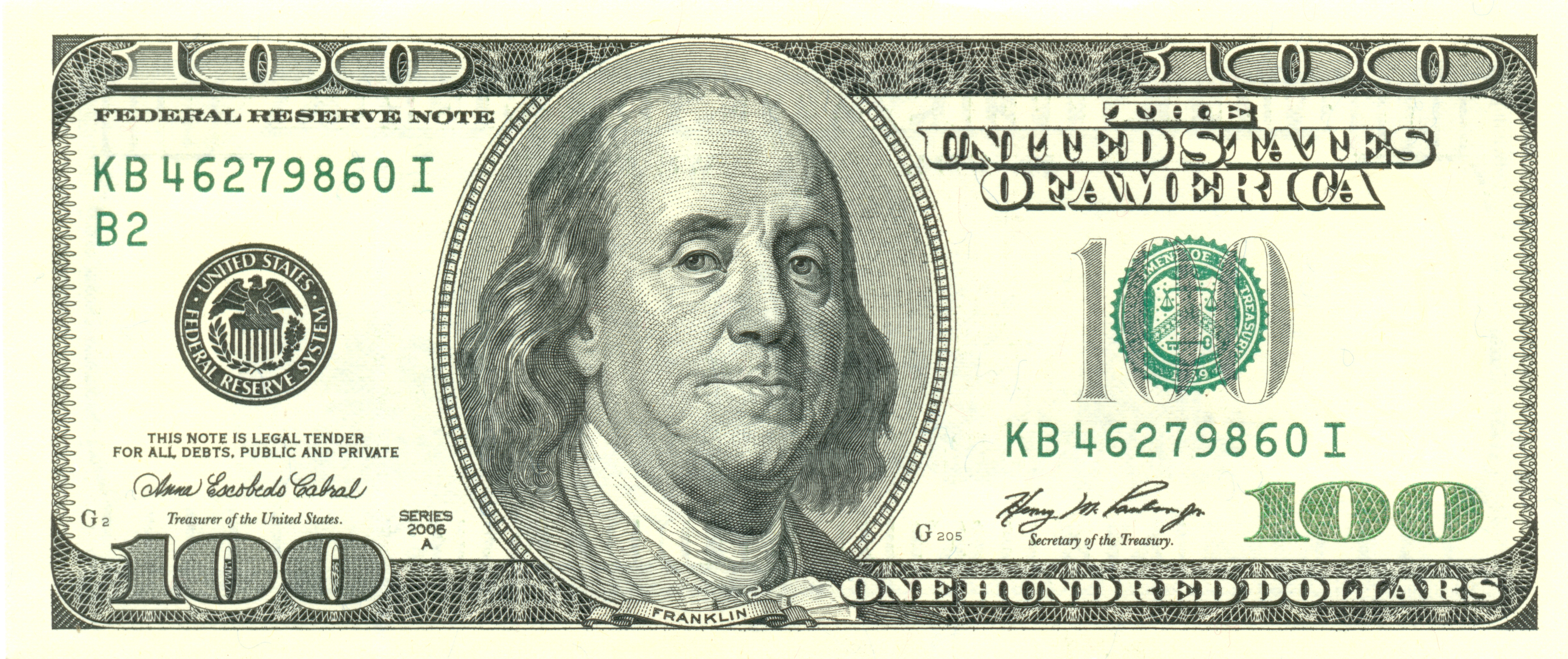
Benjamin Franklin na banknocie 100-dolarowym

Benjamin Franklin (ur. 6 stycznia 1705?/17 stycznia 1706 w Bostonie, zm. 17 kwietnia 1790 w Filadelfii) –  amerykański polityk, drukarz, uczony, filozof i wolnomularz; jeden z ojców założycieli Stanów Zjednoczonych. Laureat Medalu Copleya (1753).

## Życiorys

### Dzieciństwo i młodość
Urodził się 17 stycznia 1706 w Bostonie jako dziesiąty syn z siedemnaściorga dzieci. Jego ojcem był niezamożny wytwórca świec i mydła Josiah Franklin, pochodzący z Ecton w hrabstwie Northamptonshire (do Stanów Zjednoczonych przybył ok. 1683). Po śmierci pierwszej żony, Josiah poślubił Abiah Folger, z którą miał jeszcze dziesięcioro dzieci (w tym Benjamina) i zajmowała się domem. Młody Benjamin miał być początkowo przeznaczony do służby kościelnej. W wieku dwunastu lat, rozpoczął jednak pracę w zakładzie drukarskim swojego brata Jamesa, który od 1721 wydawał „New England Courant”. Pracując tam podrzucał potajemnie Jamesowi artykuły podpisane „Silence Dogood” (w wolnym tłumaczeniu: „milczenie jest złotem”), które potem ukazywały się w gazecie. Konflikty z bratem, który uciekał się nawet do przemocy, spowodowały, że w wieku siedemnastu lat Benjamin uciekł do Filadelfii.

### Praca drukarza
Początkowo pracował jako drukarz, jednak za zachętą ówczesnego gubernatora Pensylwanii, Williama Keitha, usiłował założyć własne wydawnictwo. W tym celu, w 1724, wyjechał do Londynu, jednak został oszukany przez swojego protektora, gubernatora Keitha. Pomoc otrzymał wówczas od znajomego pasażera, z którym przypłynął – Denhama. Dzięki niemu, po dwóch latach pobytu, obaj wyruszyli w drogę powrotną do Filadelfii, gdzie Franklin rozpoczął pracę jako drukarz. Wiosną 1727 obaj poważnie zachorowali (Franklin zapadł na zapalenie opłucnej). Denham zmarł, pozostawiając Franklinowi niewielki spadek. Wówczas Benjamin Franklin założył dyskusyjny klub wzajemnego doskonalenia „Junto”, w którym współpracował m.in. z protestanckim teologiem, Cottonem Matherem, a dwa lata później napisał rozprawę The Nature and Necessity of a Paper Currency, która stała się przyczynkiem do rozwoju ekonomii. Od 1730 zaczął wydawać „The Pennsylvania Gazette”.
W latach 1732–1757 wydawał poczytny zbiór maksym i porad, zatytułowany „Almanach biednego Ryszarda”, który oprócz korzyści materialnych, przyniósł mu także popularność. Pracując jako drukarz działał na rzecz miasta – na jego wniosek utworzono m.in. ochotniczą straż pożarną, policję miejską i szpital. W 1731 założył wypożyczalnię książek, a w 1743 – Amerykańskie Towarzystwo Filozoficzne. Jednak jego głównym celem było założenie akademii dla uzdolnionej młodzieży. Wraz z członkami klubu Junto napisał projekt Realting to the Education of Youth in Pensilvania. W ciągu kilku tygodni Franklinowi udało się wynająć budynek, zatrudnić kadrę nauczycielską i podpisać dokumenty, dzięki czemu 7 stycznia 1751 otwarto Academy of Pennsylvania (z której powstał Uniwersytet Pensylwanii).
Mimo że był w większości samoukiem, miał rozległą wiedzę – znał cztery języki obce: łacinę, francuski, włoski i hiszpański. Od rozpoczęcia pracy drukarskiej przedstawiał się zawsze jako „Franklin drukarz”.

### Kariera polityczna
Pierwszy urząd państwowy Franklin objął w 1736, zostając członkiem zgromadzenia Pensylwanii. W 1751 wybrano go do rady miejskiej Filadelfii, w której zasiadał 13 lat. W tym czasie został też delegatem stanu Pensylwania na kongres siedmiu kolonii w Albany. Przedstawił na nim pierwszy pomysł utworzenia unii, który został odrzucony, zarówno przez delegatów, jak i Anglików. W 1757 wyjechał na pięć lat do Anglii by reprezentować swój stan na procesach przeciwko właścicielom kolonii. Następnie powrócił na krótko do Stanów, jednak ponownie pojechał do Anglii, gdzie stał się nieoficjalnym reprezentantem kolonii, przemawiającym przeciwko arbitralnemu opodatkowaniu. W czasie pobytu na wyspach, jego poglądy, odnoszące się do kolonializmu, uległy znacznej radykalizacji – w 1770 roku zaprzeczył władzy Parlamentu Brytyjskiego nad Ameryką.
W styczniu 1774, w Londynie, dotarła do Franklina wiadomość o tak zwanej „herbatce bostońskiej”, mającej miejsce miesiąc wcześniej. Dzięki jego staraniom opublikowano listy Thomasa Hutchinsona, gubernatora prowincji Massachusetts, który zalecał użycie siły wobec kolonii. Kiedy Franklin chciał wystąpić z przemówieniem 30 stycznia, Alexander Wedderburn uniemożliwił je ponadgodzinną przemową obfitującą w inwektywy mające na celu zdyskredytowanie roszczeń kolonii i upokorzenie Franklina. Parlament brytyjski przyjął wówczas tak zwane ustawy represyjne uderzające zwłaszcza w Nową Anglię. Tajna Rada Wielkiej Brytanii pozbawiła Franklina godności zastępcy poczmistrza generalnego i odesłała do Ameryki. Po powrocie do Filadelfii 5 maja 1775 został jednogłośnie wybrany na delegata na Drugi Kongres Kontynentalny. W początkowych sesjach (odbywających się w Filadelfii) pełnił rolę przewodniczącego Tajnego Komitetu ds. Korespondencji Zagranicznej. Na tym kongresie przedstawiono projekt utworzenia unii i mianowano Franklina na Poczmistrza Generalnego Stanów Zjednoczonych. Benjamin Franklin był współautorem i sygnatariuszem (Komitet Pięciu) uchwalonej 4 lipca 1776 Deklaracji Niepodległości. W grudniu tego samego roku został wysłany do Francji, gdzie potajemnie uzyskał od ministra spraw zagranicznych Charles’a de Vergennes'a pomoc finansową dla kolonii. Dzięki dobrym stosunkom obu państw, 6 lutego 1778 podpisano francusko-amerykański traktat sojuszniczy, sygnowany przez Franklina, Silasa Deane'a i Arthura Lee. Wkrótce potem Deane został zastąpiony przez Johna Adamsa, jednak antagonizmy między Franklinem a Lee skłoniły do mianowania Franklina w początkach 1779 roku pełnoprawnym ministrem pełnomocnym Stanów Zjednoczonych we Francji. Lee kontynuował kampanię opozycyjną wobec Franklina w Kongresie, co zaowocowało rezygnacją Franklina z misji we Francji. Jednak nie została ona przyjęta, a zwycięstwo nad Brytyjczykami 17 października 1781 umożliwiło dalszą współpracę USA i Francji.
Niebawem Franklin został wydelegowany, wraz z Henrym Laurensem, Johnem Jayem i Johnem Adamsem do negocjowania traktatu pokojowego z Anglią. Premierem Anglii był wówczas sympatyzujący z koloniami lord Rockingham i dzięki temu, między innymi, 20 stycznia 1783 podpisano wstępny traktat pokojowy z Anglią, przy udziale Francji i Hiszpanii. Ostatecznie 3 września 1783 w Paryżu podpisano pokój wersalski, który zakończył wojnę o niepodległość Stanów Zjednoczonych.
We wrześniu 1785, po odwołaniu z funkcji posła we Francji powrócił do USA i ponownie zaangażował się w działalność polityczną. Został przewodniczącym Najwyższej Rady Wykonawczej Stanu Pensylwania. W 1787 wziął aktywny udział w Konwencji Konstytucyjnej, gdzie większość z jego postulatów została odrzucona. Mimo to Franklin gorąco zachęcał do przyjęcia projektu konstytucji.
Pod koniec życia zaangażował się w kampanię na rzecz zniesienia niewolnictwa.

### Działalność naukowa
Dorobek Franklina w badaniach nad elektrycznością obejmuje teorię zakładającą elektryzowanie dodatnie i ujemne, co wykazał na przykładzie butelki lejdejskiej. Stwierdził, że ciała naelektryzowane jednakowo odpychają się, zaś naelektryzowane różnoimiennie – przyciągają się.
Franklin przeprowadził szereg doświadczeń z latawcami, udowadniając, że ładunki elektryczne spływające z chmur burzowych po wilgotnym sznurze mogą naładować butelkę lejdejską. Wymyślił zabezpieczenie przed wyładowaniami elektrycznymi poprzez uziemienie. Uważany jest przez to za wynalazcę piorunochronu, choć w podobnym czasie dokonał tego Czech Václav Prokop Diviš.
Jego działalność naukowa zaowocowała przyznaniem tytułów doktor honoris causa renomowanych uczelni: Uniwersytetu Yale, Uniwersytetu Harvarda (1753), College of William & Mary (1756), Uniwersytetu w St Andrews (1759) i Uniwersytetu Oksfordzkiego (1762).
Opracowania Franklina, zarówno filozoficzne jak i wynalazcze, spotkały się z przychylnymi opiniami jemu współczesnych. Niemiecki filozof Johann Gottfried Herder stwierdził, że Franklin był „najszlachetniejszym pisarzem ludu”. Jego rozprawy ekonomiczne przyciągnęły także uwagę Karola Marksa. Współpracował on także z naukowcami z innych krajów, na przykład z Georgiem Wilhelmem Richmannen, Franzem Aepinusem czy Michaiłem Łomonosowem. Dzięki tym znajomościom Franklin został wyróżniony członkostwem honorowym Petersburskiej Akademii Nauk, Akademii Francuskiej i Royal Society. Otrzymał tytuł Master of Arts od Uniwersytetu Harvarda jako pierwsza osoba niebędąca pracownikiem akademickim. Takie samo odznaczenie otrzymał od Uniwersytetu Yale, natomiast Royal Society przyznało mu Medal Copleya.
Naukową i polityczną działalność Franklina streszcza łaciński napis na jego popiersiu w Paryżu, autorstwa Jeana d’Alemberta: „Eripuit coelo fulmen, mox sceptra tyrannis”, cytowany czasem jako „Eripuit coelo fulmen sceptrumque tyrannis” („Grom wydarł niebu, a berła tyranom”).

### Śmierć
W podeszłym wieku cierpiał na kamicę pęcherza moczowego, z powodu której odczuwał silne bóle i zażywał opium. Benjamin Franklin zmarł 17 kwietnia 1790 w Filadelfii.

## Wynalazki
Wynalazł okulary dwuogniskowe oraz nadał współczesny kształt instrumentowi harmonika szklana (glasharmonika). Uważany jest za wynalazcę piorunochronu. Odkrył także i opisał Golfsztrom. Ku jego czci jednostkę ładunku elektrycznego w układzie CGS nazwano franklinem.
Pisał także o potrzebie stosowania czasu letniego, jednakże humorystyczny wydźwięk jego artykułu sprawił, że nie zaczęto go stosować (Franklin postulował, by ludzie wstawali i kładli się spać wcześniej).

## Światopogląd
Rodzice Franklina pochodzili z protestanckich rodzin. Sam Benjamin został wychowany w duchu prezbiteriańskim, choć rzadko uczęszczał na nabożeństwa. Wierzył w Boga, lecz już w wieku piętnastu lat zaczął powątpiewać w Objawienie. Lektura książek Roberta Boyle’a, wydanych w obronie chrześcijaństwa i skierowana przeciwko deistom i ateistom, sprawiła, że Franklin zaczął określać siebie samego jako „całkowitego deistę”. W dorosłym życiu także nie uczestniczył w mszach, choć kazania uważał za pożyteczne, sam wyrażał głębokie poszanowanie dla każdej religii. Przekazywał datki na wspólnotę prezbiteriańską w mieście.
W swoich wspomnieniach opisał, że każdego ranka odmawiał modlitwę Wszechmocna Dobroci własnego autorstwa:

O wszechmocna Dobroci! Szczodrobliwy Ojcze! Przewodniku pełen miłosierdzia! Wzmóż we mnie mądrość, która ujawnia, w czym leży prawdziwe moje dobro. Umocnij we mnie stanowczą chęć czynienia tego, co owa mądrość wskazuje. Przyjmij moje dobre uczynki dla innych Twych dzieci jako jedyną w mej mocy odpłatę za bezustanne Twoje łaski dla mnie.

Franklin ułożył także własny system wartości, oparty na tzw. Trzynastu Cnotach:
1. Umiar – nie jedz do otępienia, nie pij do podniecenia
2. Milczenie – mów tylko to, co może przynieść pożytek innym lub tobie; unikaj próżnej rozmowy
3. Ład – niech wszystkie twoje rzeczy mają swoje miejsce; niech wszystkie twoje sprawy mają swój czas
4. Postanowienie – postanów sobie czynić, co powinieneś; czyń bez zawodu to, coś postanowił sobie
5. Oszczędność – nie czyń wydatków, chyba że dla dobra innych lub swego, to znaczy nic nie marnotraw
6. Pracowitość – nie trać nigdy czasu, bądź zawsze zajęty czymś pożytecznym, unikaj wszelkich niepotrzebnych działań
7. Szczerość – nie uciekaj się do krzywdzącego oszustwa; myśl niewinnie i sprawiedliwie, a kiedy mówisz, mów podobnie
8. Sprawiedliwość – nie krzywdź nikogo, wyrządzając mu zło lub pozbawiając pożytków, jakie mu się od ciebie należą
9. Powściągliwość – unikaj krańcowości, nie odczuwaj krzywd w takim stopniu, jak twoim zdaniem na to zasługują
10. Czystość – nie pozwalaj na żadną nieczystość ciała, odzienia czy mieszkania
11. Spokój – niech Ci nie zamącają umysłu drobnostki lub też zdarzenia pospolite i nieuchronne
12. Surowość cielesna – rzadko używaj płci, tylko dla zdrowia albo potomstwa, nigdy do otępienia, osłabienia lub szkody w twoim czy cudzym spokoju i opinii
13. Pokora – naśladuj Jezusa i Sokratesa

Przez większość dorosłego życia był zaangażowanym wolnomularzem rytu szkockiego. Przystąpił do loży Świętego Jana w Filadelfii w 1732, a w 1734 osiągnął w niej stopień wielkiego mistrza. W latach 1735–1738 był sekretarzem tej loży. W 1749 został wielkim mistrzem lóż Bostonu, w 1760 wielkim mistrzem prowincji Filadelfia, zaś w 1750 naczelnym mistrzem Wielkiej Loży Pensylwanii. Był także od 1782 mistrzem w loży Neuf Soeurs w Paryżu.

## Życie prywatne
W 1729 roku Franklin odnowił kontakt z córką swojej gospodyni – Deborą Read, z którą wcześniej przyjaźnił się, a która, gdy wyjechał do Londynu, wyszła za mąż. Jej mąż, Rogers, opuścił rodzinę i wyjechał do Indii Zachodnich, gdzie wkrótce zmarł. Franklin poślubił ją 1 września 1730. Ich pierworodny syn Francis (ur. w 1732) zmarł w wieku czterech lat na czarną ospę. Franklin, który dawniej wyśmiewał nawoływania do obowiązkowych szczepień, w autobiografii napisał, że gorzko żałuje, że nie zaszczepił syna, co w efekcie doprowadziło do jego śmierci. Deborah zmarła w grudniu 1774 roku.
Jego nieślubny syn William Franklin był królewskim gubernatorem New Jersey i jednym z najbardziej aktywnych lojalistów. W 1785 Franklin spotkał syna jeszcze raz po tym, jak zamieszkał on w Anglii.

## Spuścizna
Podobizna Benjamina Franklina znajduje się na banknocie studolarowym. Jest jedną z trzech osób, których podobizna jest na amerykańskich dolarach, choć nigdy nie były amerykańskimi prezydentami. Drugą z tych osób jest Salmon Chase – sędzia sądu najwyższego, a trzecią Alexander Hamilton – sekretarz skarbu.
Benjamin Franklin, w liście do Jeana Baptiste'a Leroy (datowanym na 13 listopada 1789), sformułował wielokrotnie parafrazowane stwierdzenie: „Na tym świecie pewne są tylko śmierć i podatki”.